# Takahiro Oshima
Takahiro Oshima (大島 嵩弘 Oshima Takahiro?), född 14 april 1988 i Chiba prefektur, är en japansk fotbollsspelare.
Oshima började sin karriär 2007 i Kashiwa Reysol. 2009 flyttade han till AC Nagano Parceiro. Han spelade 245 ligamatcher för klubben.